# Даньківська сільська рада
Данькі́вська сільська́ ра́да — адміністративно-територіальна одиниця та орган місцевого самоврядування у Прилуцькому районі Чернігівської області. Адміністративний центр — село Даньківка.

## Загальні відомості
Даньківська сільська рада утворена у 1989 році.
- Територія ради: 17,99 км²
- Населення ради: 564 особи (станом на 2001 рік)

## Населені пункти
Сільській раді були підпорядковані населені пункти:
- с. Даньківка
- с. Нетягівщина
- с. Онищенків
- с. Стасівщина

## Склад ради
Рада складалася з 12 депутатів та голови.
- Голова ради: Цегельник Роман Андрійович
- Секретар ради: Шило Лариса Петрівна

### Керівний склад попередніх скликань
| Прізвище, ім'я, по батькові | Основні відомості                                                               | Дата обрання | Дата звільнення |
| --------------------------- | ------------------------------------------------------------------------------- | ------------ | --------------- |
| Цегельник Роман Андрійович  | Сільський голова, 1953 року народження, освіта середня спеціальна, безпартійний | 26.03.2006   | 31.10.2010      |
| Цегельник Роман Андрійович  | Сільський голова, 1953 року народження, освіта середня спеціальна, безпартійний | 31.10.2010   |                 |

Примітка: таблиця складена за даними сайту Верховної Ради України

### Депутати
За результатами місцевих виборів 2010 року депутатами ради стали:

#### За суб'єктами висування
| Суб'єкт висування            | Кількість обраних депутатів | %    |
| ---------------------------- | --------------------------- | ---- |
| Самовисування                | 11                          | 91,7 |
| Соціалістична партія України | 1                           | 8,3  |

#### За округами
| № округу                     | Прізвище, ім'я, по батькові      | Дата визнання обраним | Освіта  | Партійна приналежність             | Відомості про обраного депутата                        |
| ---------------------------- | -------------------------------- | --------------------- | ------- | ---------------------------------- | ------------------------------------------------------ |
| Соціалістична партія України |                                  |                       |         |                                    |                                                        |
| 7                            | Васильченко Віктор Володимирович | 02.11.2010            | середня | член Соціалістичної партії України | східна філія Нафтозахист України, охоронець            |
| Самовисування                |                                  |                       |         |                                    |                                                        |
| 1                            | Онищенко Наталія Миколаївна      | 02.11.2010            | середня | позапартійна                       | Линовицький цукровий завод, робітник                   |
| 2                            | Пащенко Андрій Михайлович        | 02.11.2010            | вища    | позапартійний                      | СТОВ «Цукровик», керуючий відділення                   |
| 3                            | Ставицька Лідія Михайлівна       | 02.11.2010            | вища    | позапартійна                       | відпустка по догляду за дитиною                        |
| 4                            | Труш Анатолій Віталійович        | 02.11.2010            | вища    | позапартійний                      | Линовицький цукровий завод, начальник цеху механізації |
| 5                            | Берковська Ірина Олександрівна   | 02.11.2010            | середня | позапартійна                       | тимчасово не працює                                    |
| 6                            | Шкуренко Сергій Іванович         | 02.11.2010            | вища    | позапартійний                      | тимчасово не працює                                    |
| 8                            | Говядінова Світлана Миколаївна   | 02.11.2010            | середня | позапартійна                       | СТОВ «Цукровик», охоронець                             |
| 9                            | Векілова Валентина Григорівна    | 02.11.2010            | вища    | позапартійна                       | Даньківська сільська рада, бухгалтер                   |
| 10                           | Шило Лариса Петрівна             | 02.11.2010            | вища    | позапартійна                       | Даньківська сільська рада, технічний працівник         |
| 11                           | Тимошенко Олександр Миколайович  | 02.11.2010            | вища    | позапартійний                      | СТОВ «Цукровик», головний агроном                      |
| 12                           | Литовченко Ольга Сергіївна       | 02.11.2010            | вища    | позапартійна                       | Линовицький цукровий завод, робітник                   |